# Anisopus (Plantae)
Anisopus, maleni bijni smješten u tribus Marsdenieae, dio potporodice Asclepiadoideae (svileničevke). Postoje 4 vrste penjačica iz tropske Afrike.
Opisan je u Bulletin of Miscellaneous Information, Royal Gardens, Kew 1895: 259. 1895.

## Vrste
1. Anisopus efulensis (N.E.Br.) Goyder
2. Anisopus exellii (C.Norman) S.Reuss, Liede & Meve
3. Anisopus magniflorus (P.T.Li) S.Reuss, Liede & Meve
4. Anisopus mannii N.E.Br.